# Enrico Lorenzetti
Enrico Lorenzetti   (Roma, 4 de gener de 1911 - Milà, 8 d'agost de 1989) fou un pilot de motociclisme italià que va guanyar el Campionat del Món de 250cc de 1952 com a membre de l'equip de fàbrica de Moto Guzzi. Va competir durant tota la seva carrera amb aquesta marca i en diferents cilindrades. El 1949, la temporada inaugural del mundial de motociclisme, fou vuitè a la categoria dels 500cc, el 1953 fou subcampió a la de 350cc i el 1956, tercer a la de 250cc.

## Resultats al Mundial de motociclisme
Barem de puntuació de 1949:
| Posició | 1  | 2 | 3 | 4 | 5 | Volta ràpida |
| Punts   | 10 | 8 | 7 | 6 | 5 | 1            |

Barem de puntuació de 1950 a 1968:
| Posició | 1 | 2 | 3 | 4 | 5 | 6 |
| Punts   | 8 | 6 | 4 | 3 | 2 | 1 |

(Ids. Grans Premis | Llegenda) (Curses en negreta indiquen pole; curses en  itàlica indiquen volta ràpida)
| Any  | Categoria | Equip      | 1     | 2     | 3     | 4     | 5     | 6     | 7     | 8     | 9     | Punts | Posició | Victòries |
| ---- | --------- | ---------- | ----- | ----- | ----- | ----- | ----- | ----- | ----- | ----- | ----- | ----- | ------- | --------- |
| 1949 | 500cc     | Moto Guzzi | IOM - | CH -  | NED - | BEL 3 | ULS - | NAT - |       |       |       | 7     | 8è      | 0         |
| 1951 | 250cc     | Moto Guzzi |       | CH -  | IOM 3 |       |       | FRA - | ULS - | NAT 1 |       | 12    | 4t      | 1         |
| 1951 | 500cc     | Moto Guzzi | ESP - | CH 3  | IOM - | BEL 3 | NED - | FRA - | ULS - | NAT - |       | 8     | 8è      | 0         |
| 1952 | 250cc     | Moto Guzzi | CH 2  | IOM 2 | NED 1 | GER - | ULS 2 | NAT 1 | ESP - |       |       | 28    | 1r      | 2         |
| 1953 | 250cc     | Moto Guzzi | IOM - | NED 4 |       | GER - |       | ULS 4 | CH 4  | NAT 1 | ESP 1 | 22    | 4t      | 2         |
| 1953 | 350cc     | Moto Guzzi | IOM - | NED 1 | BEL 2 |       | FRA 3 | ULS - | CH -  | NAT 1 | ESP - | 26    | 2n      | 2         |
| 1954 | 350cc     | Moto Guzzi | FRA - | IOM - | ULS - | BEL 4 | NED 2 | GER - | CH -  | NAT 2 | ESP 8 | 15    | 5è      | 0         |
| 1955 | 250cc     | Moto Guzzi |       | IOM - | GER - |       | NED 4 | ULS - | NAT - |       |       | 3     | 12è     | 0         |
| 1955 | 350cc     | Moto Guzzi | FRA - | IOM - | GER - | BEL - | NED - | ULS - | NAT 4 |       |       | 3     | 12è     | 0         |
| 1956 | 250cc     | Moto Guzzi | IOM - | NED 3 | BEL - | GER - | ULS - | NAT 2 |       |       |       | 10    | 3r      | 0         |
| 1957 | 250cc     | Moto Guzzi | GER 4 | IOM - | NED - | BEL - | ULS - | NAT 3 |       |       |       | 7     | 9è      | 0         |